# Hypnum holmenii
Hypnum holmenii là một loài Rêu trong họ Hypnaceae. Loài này được Ando mô tả khoa học đầu tiên năm 1994.